# Darraðarljóð

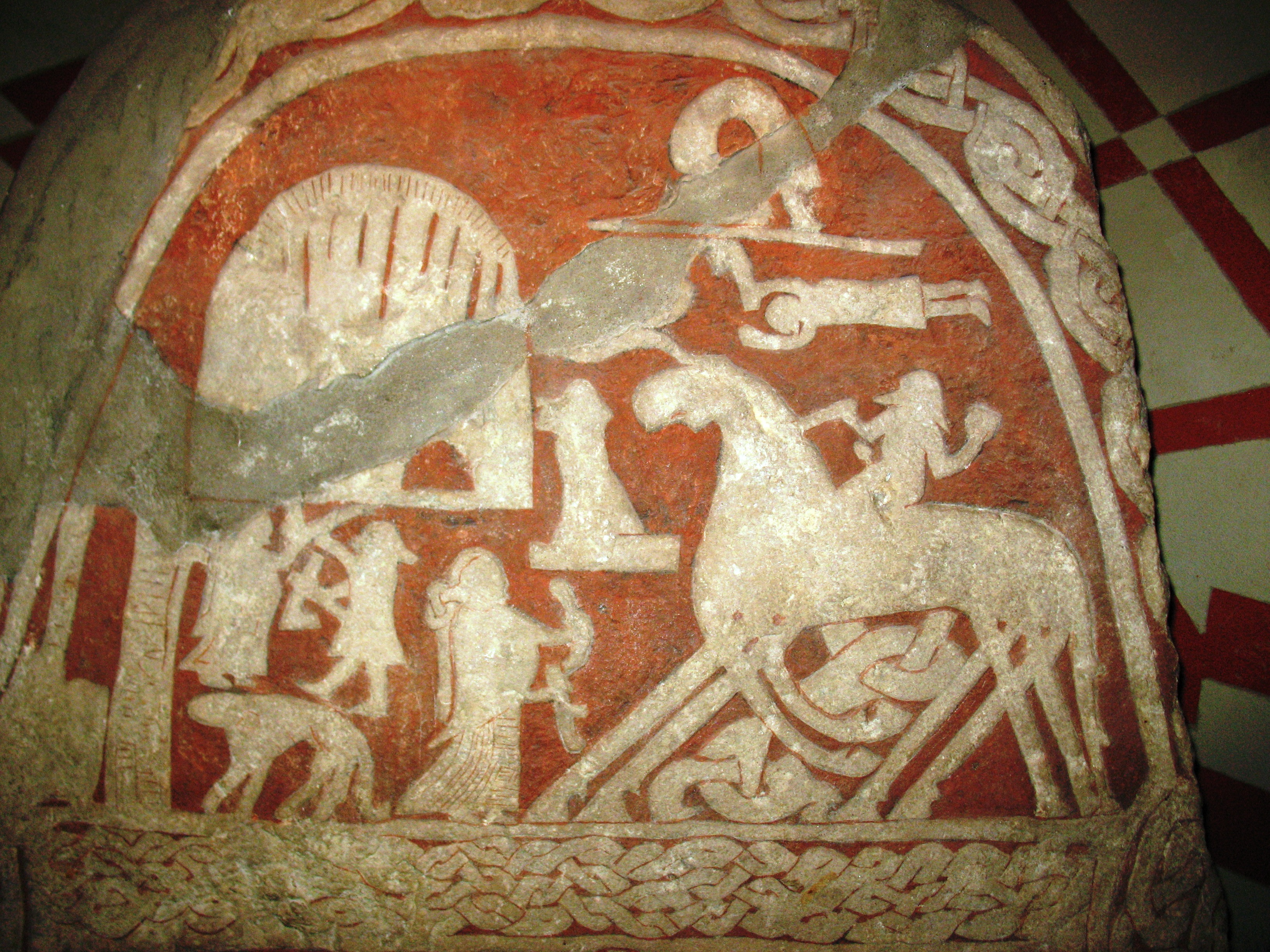
Représentation d'un personnage identifié comme étant une walkyrie (en bas au centre) sur la pierre sculptée gothique de Tjängvide, Alskog (Go 110)

Darraðarljóð est un poème scaldique en vieux norrois trouvé au chapitre 157 de la saga Njáls . Il se compose de 11 strophes racontant la vision d'un homme nommé Dörruð.
Dans ce poème, un soldat à l'aube d'une bataille observe un dyngja et a la vision de 12 Valkyries, guerrières d'Odin. Elles installent un métier à tisser choisissent, par cette tâche, ceux qui doivent être tués à la bataille de Clontarf, bataille ayant eu lieu à l'extérieur de Dublin en 1014,.
Leur métier utilise des entrailles humaines comme chaîne et trame, des épées comme pédales, une flèche comme latte et des têtes d'hommes comme poids. Sur les douze tissages de valkyries, six de leurs noms sont donnés : Hildr, Hjörþrimul, Sanngriðr, Svipul, Guðr et Göndul.
La vision du soldat a lieu à Caithness et l'histoire est un puissant mélange d'images celtiques et de vieux norrois,.
Les Trois Sorcières dans Macbeth de Shakespeare sont probablement inspirées de ce poème.

## Premier couplet
« En grand est montée, avant que tombent les tués, la toile suspendue à l’ensouple.
Le sang pleut maintenant que devant les lances, est monté le gris fil de chaîne des guerriers.
Les amies le remplissent de la trame rouge du meurtrier de Randvér. »

## Dans la culture populaire
Einar Selvik et Trevor Morris ont utilisé des strophes de ce poème dans la bataille d'ouverture de la saison 2 de la série Vikings (2013).
Darraðarljóð a été mis en musique dans une composition de 1964, pour chœur mixte et orchestre, par le compositeur islandais Jón Leifs (Opus 60). En 2019, il reste inexécuté.